# Autoroute A84 (France)
Pour les articles homonymes, voir A84.
L'autoroute A84 est une autoroute qui relie Rennes à Caen. Elle est appelée communément l'autoroute des Estuaires, puisque faisant partie du projet autoroutier autoroute des Estuaires (de la Belgique à l'Espagne sans passer par Paris, ni quitter l'autoroute). C'est également une portion de la route européenne 401, et la seule autoroute située en Bretagne administrative. Elle a été mise en service le 27 janvier 2003.

## Caractéristiques
- 2 × 2 voies
- 170 kilomètres de longueur
- Coût total : 650 000 000 € (en 2002)
- 3 radars automatiques
- Aires de service et repos
  - l'aire du mont Saint-Michel (station Total), Saint-Aubin-de-Terregatte
  - l'aire de la Baie, Braffais
  - l'aire de la vallée de la Vire (station Shell), Gouvets
  - l'aire de Cahagnes, Cahagnes
  - l'aire de Saint-Jean des Essartiers, Saint-Jean-des-Essartiers

L’autoroute est gratuite sur toute sa longueur. Les différents gouvernements ont étudié une mise en concession de cette autoroute, mais les autorités régionales bretonnes et normandes ont convaincu les pouvoirs publics de construire et de gérer cette autoroute sur des fonds publics.
Plusieurs services gèrent l'autoroute A84 : 
- le Peloton d'Autoroute de Fougères de la Gendarmerie nationale,
- le Peloton d'Autoroute d'Avranches de la Gendarmerie nationale,
- le Peloton d'autoroute de Saint-Martin-des-Besaces de la Gendarmerie nationale
- les centres d'entretien et d'intervention de la DIRNO (Direction des routes nord-ouest) de Poilley et Fleury, Ducey (Manche) et Saint-Aubin-du-Cormier (Ille-et-Vilaine), Villers-Bocage (Calvados).
- les centres des sapeurs pompiers locaux d'Avranches, Villedieu-les-Poêles, Saint-James, Torigni-sur-Vire, Maen Roch, Fougères et Saint-Martin-des-Besaces
- les dépanneurs VL et PL agréés par la Préfecture.

Entre Verson et Tournay-sur-Odon, l'autoroute reprend l'emprise de l'ancienne ligne de chemin de fer de Caen à Vire.

## Chronologie
- 4 avril 1968 : le comité interministériel d'aménagement du territoire décide de désenclaver la Bretagne en créant notamment une voie rapide entre Brest et Caen[2]
- 1969 : aménagement du contournement d'Avranches[3]
- 1979 : Décision ministérielle d'aménager l'itinéraire Caen - Avranches en 2 × 2 voies
- 9 décembre 1986 : ouverture d'une portion de 6,6 km entre Bretteville-sur-Odon et Grainville-sur-Odon[4]
- 1987 : Décision du Comité interministériel pour l'aménagement du territoire (CIAT) de relier Caen à Rennes et Nantes par une liaison assurant la continuité du réseau autoroutier (LACRA).
- 1994 : Les liaisons Caen–Avranches et Avranches—Rennes sont déclarées d'utilité publique.
- 17 novembre 1995 : début des travaux avec le pont de Pontaubault[5]
- 20 novembre 1995 : début des travaux du pont de  Saint-Étienne-en-Coglès[6]
- 29 mars 1999 : ouverture de la section Saint-Aubin-du-Cormier - Avranches[7]
- 27 janvier 2003 : Inauguration du dernier tronçon de l'A84 (sauf contournement d'Avranches).
- 2014 : Abandon du projet de contournement autoroutier Est d'Avranches

## Particularités
Dotée d'un enrobé drainant, l'A84 devient difficilement praticable en cas de verglas tenace ou de neige verglaçante, particulièrement dans le secteur de Pont-Farcy. Dans ces conditions, le salage n'a que très peu d'effet : le revêtement poreux de cette autoroute permet l'infiltration de l'eau liquide puis son passage sous la chaussée. L'eau est ensuite drainée et évacuée sur le bas-côté. Le problème est que pendant l'hiver, la saumure (sel un peu hydraté) liquéfie la glace et la neige qui s'évacuent par les pores du bitume si bien qu'une fois que la neige est fondue, elle est évacuée avec la saumure. Des parcours de substitution sont mis en place pour permettre aux véhicules de circuler. Pour la même raison, il n'est pas rare de voir l'autoroute interdite de circulation aux poids lourds seulement.

## Projets abandonnés d'extensions
L'A84 est interrompue au niveau d'Avranches. Le contournement par l'ouest d'Avranches, par la RN 175 à deux fois deux voies, a des caractéristiques géométriques qui ne permettent pas la mise aux caractéristiques et statut autoroutiers. Un contournement autoroutier Est par l'A84 était donc prévu à terme. L'État achète 60 hectares de terrain et détruit quatre maisons se trouvant sur l'itinéraire. Néanmoins, les travaux ne seront jamais lancés et la déclaration d'utilité publique prenant fin le 4 août 2014, le projet de contournement autoroutier Est d'Avranches est définitivement abandonné. Les terrains sont toujours propriétés de l'État. 
Elle devait également être prolongée jusqu'à Nantes par mise au statut autoroutier de la RN 137 (Rennes-Nantes) mais ce projet est abandonné en 2014.
En outre au niveau de Rennes, la construction du « contournement sud-est » devait permettre d'éviter la Rocade-sud de Rennes sur cet itinéraire. Ce projet a néanmoins été enterré en 2015.

## Départements traversés
L'autoroute A84 traverse la Bretagne et la Normandie dont 3 départements.
La liste suivante répertorie les villes desservies et sites visitables à proximité de l'autoroute.
Ille-et-Vilaine
- Rennes
- Liffré
- Saint-Aubin-du-Cormier
- Fougères
- Maen Roch

Manche
- Mont Saint-Michel
- Saint-James (Sortie 32)
- Avranches
- Villedieu-les-Poêles

Calvados
- Villers-Bocage et Aunay-sur-Odon (Sortie 43)
- Caen au niveau de la sortie no 9 du périphérique de Caen

## Routes européennes
L’A84 est aussi E3 de  24 Rennes jusqu'à  40 échangeur A84/RN 174.
Elle est aussi E401 sur la section suivante : de  33 Pontaubault jusqu'au Périphérique de Caen.

## Tracé

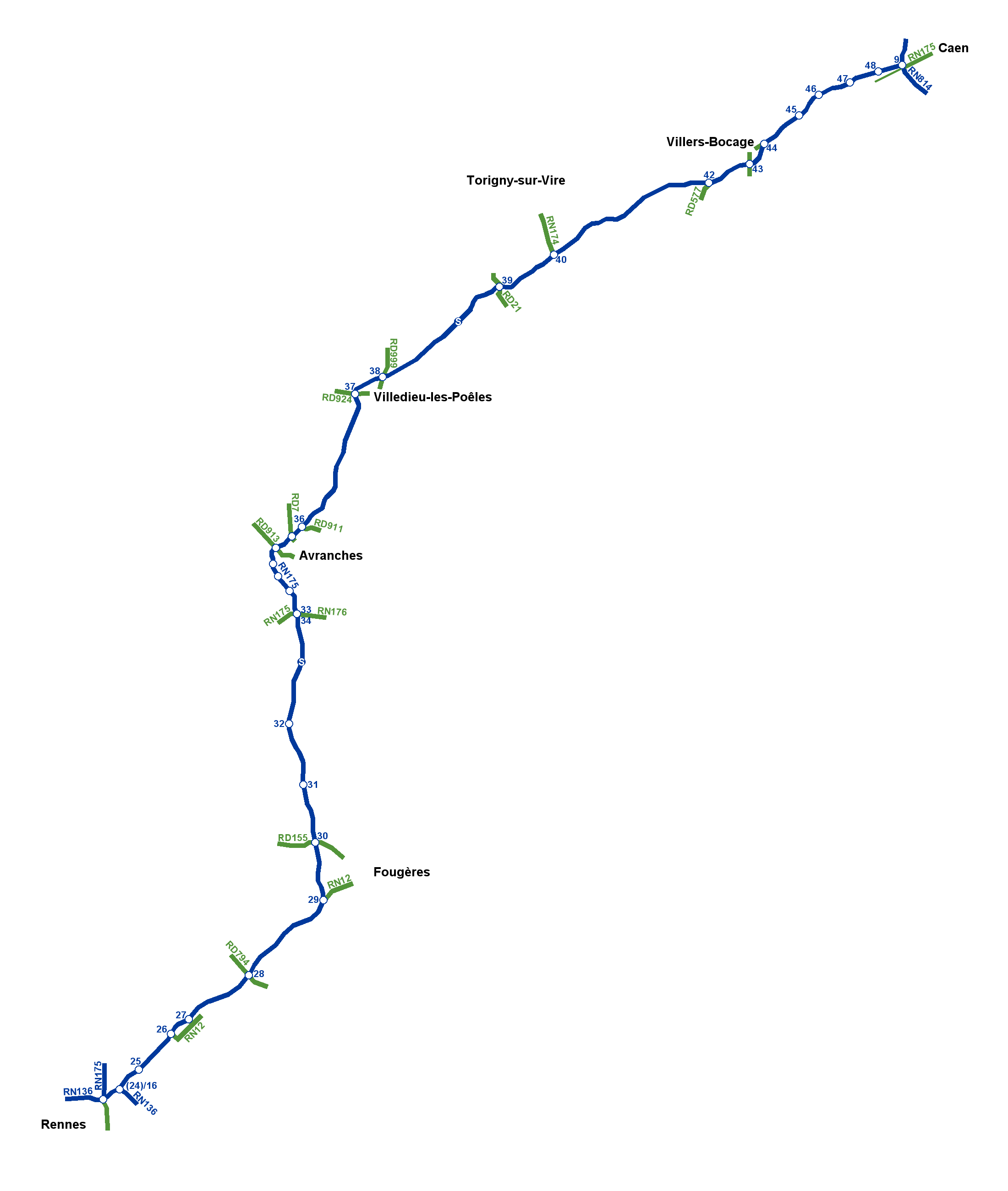
Tracé de l'A84.

Section non-concédée à DIR Nord-Ouest et gratuite.
- Échangeur entre Périphérique de Rennes et A84 : Rennes - centre, Brest, Lorient, Saint-Malo, Le Mans, Nantes, Thorigné-Fouillard
  -    Portion d'autoroute en périphérie de Rennes.
- 25 Thorigné-Fouillard à 2 km : Thorigné-Fouillard (demi-échangeur, de et vers Caen)
  -  Fin de périphérie de Rennes.
- 26 Liffré - sud à 7 km : La Bouëxière, Saint-Sulpice-la-Forêt, Liffré - centre
- 27 Liffré - nord à 10 km : Ercé-près-Liffré, Gosné, Liffré - centre, Beaugé
- 28 Saint-Aubin-du-Cormier à 18 km : Combourg, Vitré, Gosné, Saint-Aubin-du-Cormier
  -  Aires de repos de La Chaîne (sens  Rennes - Caen),  de La Lande (sens Caen - Rennes)
- 29 Romagné à 30 km : Alençon, Fougères, Vitré, Saint-Sauveur-des-Landes, Romagné
- 30 Saint-Étienne-en-Coglès à 37 km : Antrain, Saint-Brice-en-Coglès, Saint-Germain-en-Coglès, Saint-Étienne-en-Coglès, Le Mont-Saint-Michel par Antrain
  -  Aires de repos du Coglais-Est (sens  Rennes - Caen),  du Coglais-Ouest (sens Caen - Rennes)
- 31 Coglès à 44 km : Louvigné-du-Désert, Antrain, Montours, Coglès

Passage du département d'Ille-et-Vilaine à celui de la Manche. Passage de la région Bretagne à la région Normandie.

Section non-concédée à DIR Ouest et gratuite.
- 32 Saint-James à 52 km : Pontorson, Saint-James
  -  Aire de service du Mont-Saint-Michel (dans les deux sens)
- 33 Ducey à 63 km : Alençon, Le Mont-Saint-Michel, Saint-Hilaire-du-Harcouët, Ducey
- 34 Poiley  Échangeur entre RN 176 et A84 : Saint-Brieuc, Saint-Malo, Le Mont-Saint-Michel, Pontorson (demi-échangeur, depuis et vers Caen)
  -    L'Autoroute A84 devient la Route Nationale N175.
- Cromel (RD 103 - RD 43E2 à 66 km : Avranches - centre, Saint-Quentin-sur-le-Homme, Le Val-Saint-Père, ZA du Cromel, Centre Commercial
- La Croix Verte (RD 456) à 69 km : Avranches - Jardin des Plantes, Le Val-Saint-Père, Le Gué de l'Épine, Aérodrome d'Avranches - Le Val-Saint-Père
- La Porionnais Moncreton (RD 973) à 72 km : Granville, Jullouville, Avranches - centre, Avranches - Gare SNCF (trois-quarts-échangeur, sens Caen - Rennes et depuis Rennes)
- Avranches - Hôpital (RD 31) à 74 km : Avranches, Centre Hospitalier (quart-échangeur, depuis Rennes)
- Aubigny Maudon (RD 7) à 74,5 km : Coutances, La Haye-Pesnel, Avranches, Ponts, Centre Hospitalier
- 36 Ponts à 75 km : Brécey, Villedieu-les-Poêles par RD, Le Parc, Ponts
  -    La Route Nationale N175 redevient l'Autoroute A84.
  -  Aire de repos de la Baie (dans les deux sens)
- 37 Villedieu-les-Poêles - est à 92 km : Coutances, Granville, Gavray, Villedieu-les-Poêles
  -  Avant la sortie 38, sur une côte. (sens Rennes - Caen)
- 38 Villedieu-les-Poêles - nord à 96 km : Vire, Brécey, Percy, Villedieu-les-Poêles, Avranches par RD
  -  Après la sortie 38, après la côte. (sens Rennes - Caen)
  -  Aire de service de la Vallée de la Vire Gouvets (dans les deux sens)
  -  + 1 réservés aux véhicules lents.
  -   sur 6 km, virages dangereux successifs.
- 39 Pont-Farcy à 112 km : Tessy-sur-Vire, Pont-Farcy
  -  Fin de la section aux virages dangereux successifs.
- 40 Torigni-sur-Vire à 119 km : Cherbourg, Saint-Lô, Coutances, Torigni-sur-Vire

Passage du département de la Manche à celui du Calvados.
- 41 Saint-Martin-des-Besaces à 130 km : Caumont-l'Éventé, Saint-Martin-des-Besaces
  -  Aires de repos de Saint-Jean des Essartiers (sens  Caen - Rennes),  de Cahagnes (sens Rennes - Caen)
- 42 Jurques à 139 km : Vire, Caumont-l'Éventé, Jurques
- 43 Villers-Bocage à 144 km : Aunay-sur-Odon, Villers-Bocage, Bayeux
- 44 Villers-Bocage - nord à 147 km : Bayeux, Villers-Bocage (demi-échangeur, depuis et vers Caen)
- 45 Monts-en-Bessin à 151 km : Évrecy, Parfouru-sur-Odon, Tournay-sur-Odon, Monts-en-Bessin
- 46 Noyers-Bocage à 153 km : Cheux, Missy, Noyers-Bocage (trois-quarts-échangeur, sens Rennes - Caen et depuis Caen)
- 47 Grainville-sur-Odon à 159 km : Évrecy, Cheux, Mondrainville, Grainville-sur-Odon (demi-échangeur, depuis et vers Caen)
- 48 Verson à 162 km : Saint-Manvieu-Norrey, Verson, Z.I Verson
  -  à 750 m.  Avant séparation de la 2x2 voies de l'autoroute A84.
  -  à 400 m.  Avant séparation de la 2x2 voies de l'autoroute A84.
  -  Séparation de la 2x2 voies de l'autoroute A84.
- Échangeur entre Boulevard périphérique de Caen et A84 à 165 km : 
  - Périphérique Nord : Cherbourg, Carpiquet, CHU - CHR, Ouistreham, Car-Ferry
  - Périphérique Sud : Paris, Alençon, Flers, Caen - centre
  -  Fin de l'autoroute A84 au  Carrefour giratoire entre A84,  9 (Périphérique de Caen) Porte de Bretagne (Périphérique Nord), D675 (Verson, Fontaine-Étoupefour, Évrecy) et Route de Bretagne (Caen-Venoix, Bretteville-sur-Odon, Aéroport Carpiquet, Parc d'Attractions Festyland) de Porte de Bretagne.

## Radio-info trafic
L'info trafic de l'A84 est donnée sur Ici Armorique (103.1) entre Rennes et Avranches et sur Ici Normandie (Caen) (102.6) entre Avranches et Caen (Zones approximatives de couverture des émetteurs).